# Андреас Гофер

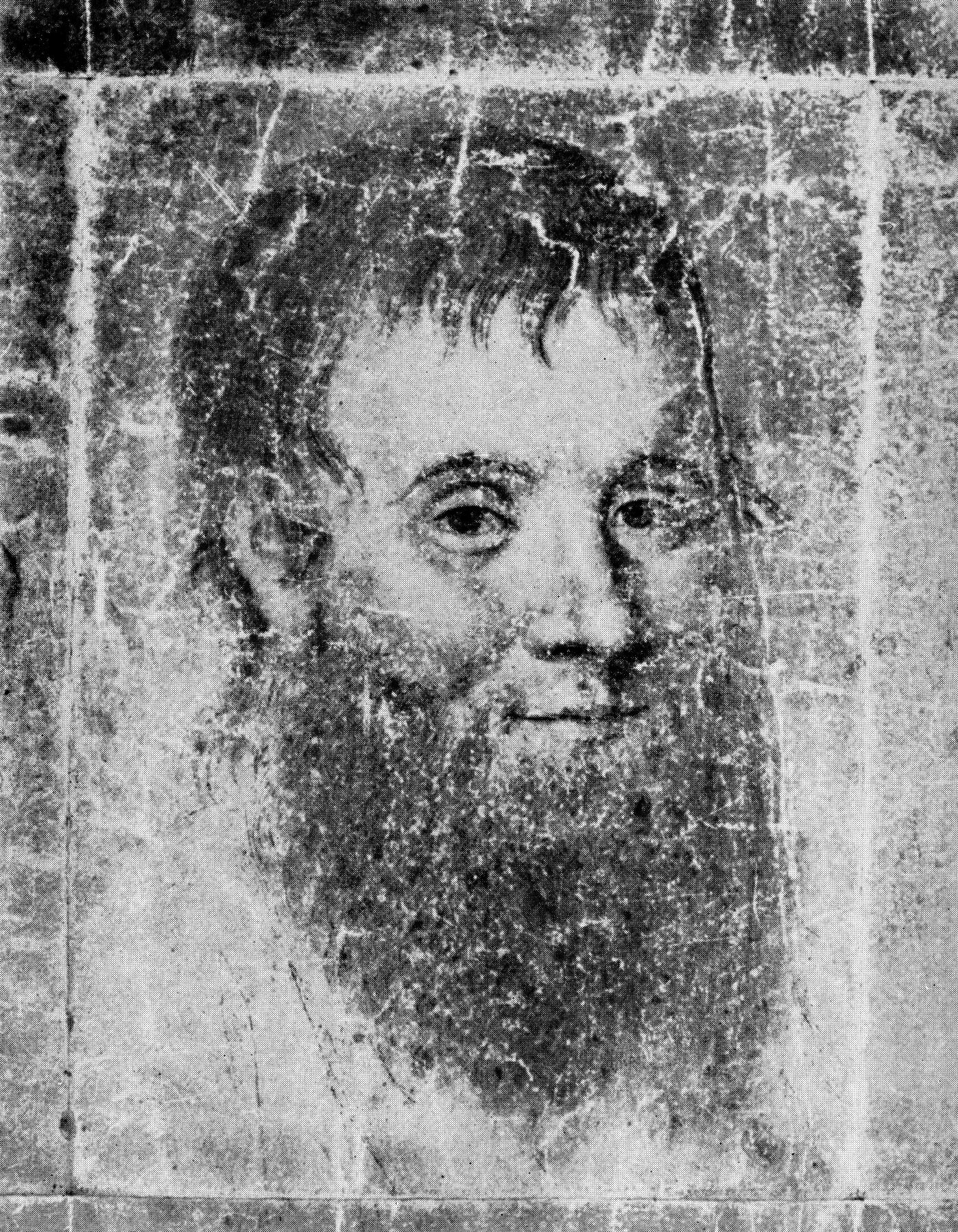
Андреас Гофер, малюнок крейдою Плацідуса Альтмутера. Підпис Гофера.

Андреас Гофер (22 листопада 1767, Зандгоф біля Санкт-Леонгарда в Пассейрі, Тірольське графство — 20 лютого 1810, Мантуя, Італійське королівство) — лідер Тірольського повстанського руху 1809 року, вважається борцем за свободу проти баварської та французької окупації Тіролю. Будучи корчмарем у корчмі Ам Занд (нім. Am Sand), Гофер також був відомий як Зандвірт Sandwirt, а також займався торгівлею кіньми і вином. Гофера часто вшановують, зокрема німецькомовне населення Тіролю, численними пам'ятниками як народного героя та, у деякому сенсі, як національного героя.

## Життя

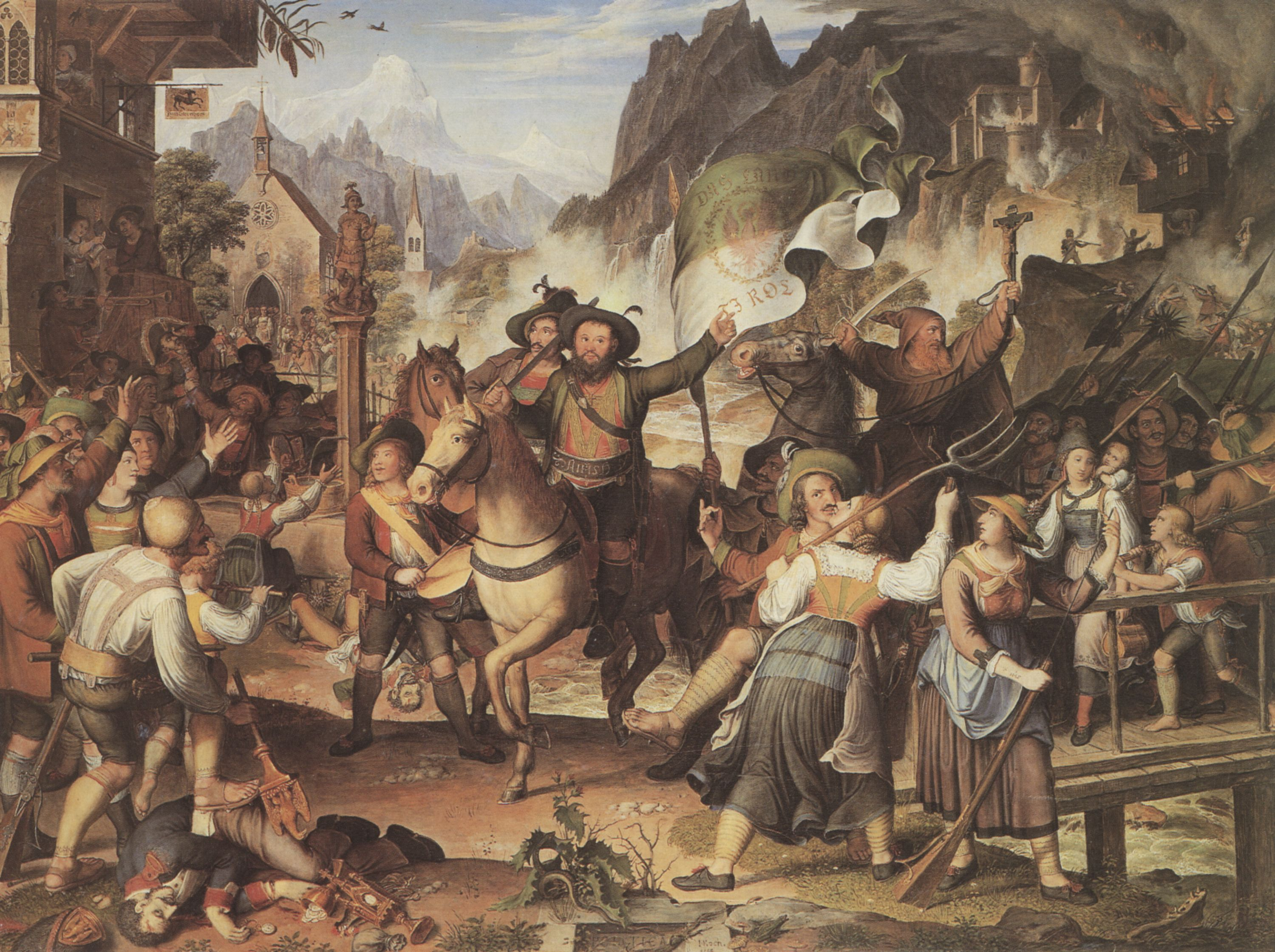
Тірольський ляндштурм 1809 (Йозеф Антон Кох, олійний живопис на дереві, близько 1820)

### Дитинство і юність
Андреас Гофер народився 22 листопада 1767 року в Пассаєрі (тепер в Італії). Його батькові Йозефу на момент його народження було вже 43 роки, і він був власником процвітаючої корчми «Am Sand» у Пассаєрі. Його мати Марія померла в 1770 році, коли йому було лише три роки. До нього не особливо добре ставилася Анна Фрік, нова дружина його батька, з якою він мав ще одну дочку. Його батько помер у 1774 році, і його мачуха, яка була до нього недоброзичливою, взяла на себе керівництво заїжджим двором, хоча була мало для цього придатна. Він відвідував школу, яка була обов'язковою, лише кілька років. Там, однак, він навчився основам арифметики та письма. До кінця життя на письмі він висловлювався дослівними виразами південно-тирольського діалекту без будь-якої уваги до правил орфографії.
Одна з його сестер невдовзі вийшла заміж за Йозефа Ґрінера, якому довелося продовжувати керувати заїздом і займатися сільським господарством у Зандгофі до повноліття Андреаса Гофера. Постійні суперечки між його мачухою та його шваґром, який за нетривалий час володіння майном заборгував 1700 ґульденів, допікали Андреасові, то ж Андреас Гофер деякий час працював у різних корчмарів і торговців вином за нічліг та харчі аж до свого повноліття. Протягом цього часу він також перебував у Вельштіролі, де вивчив італійську мову та, ймовірно, подорожував до Північної Італії. Під час цих поїздок він мав нагоду добре пізнати країну та її людей у ширшому регіоні.

### Тірольське народне повстання 1809 року
Після поразки Австрії у війні Третьої коаліції та Пресбурзького миру, з 1805/1806 Тіроль перейшов під владу Баварії. Баварці почали впроваджувати низку реформ у своїй новій провінції Тіроль, особливо ігноруючи стару тірольську військову конституцію (Landlibell Kaiser Maximilians І. 1511 р.) і повторне запровадження йосифінської церковної реформи (зокрема діяльність міністра Монжела) викликали невдоволення тірольців. Втручання в релігійне життя (заборона різдвяних відправ, процесій і паломництв, вервиці тощо) призводили також до опору духовенства та населення.

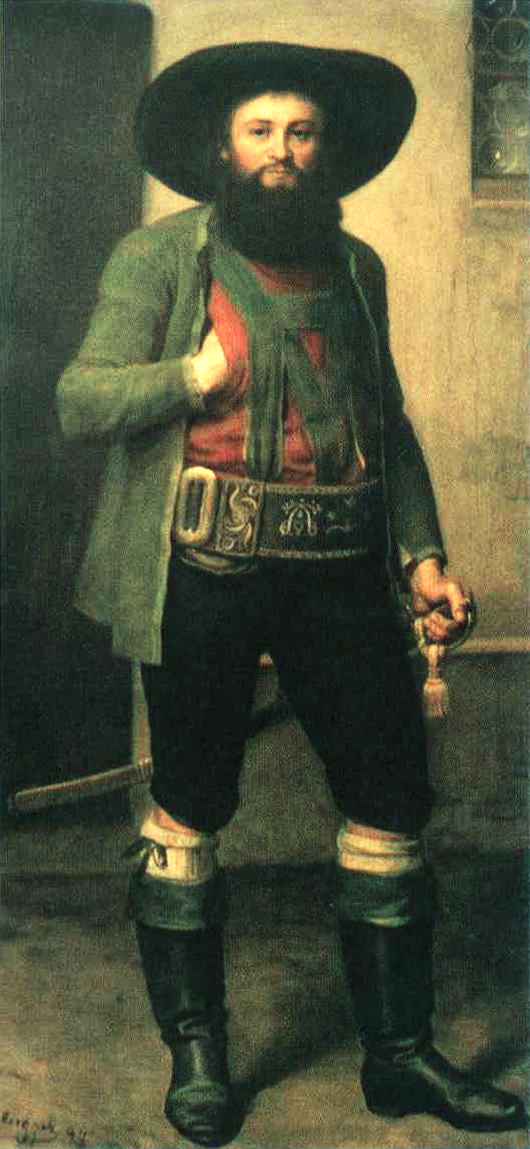
Франц Дефреґґер: Андреас Гофер (Тірольський музей мисливства, Інсбрук)

Примусовий набір новобранців до баварської армії зрештою призвів до повстання, яке відбулося 9 квітня 1809, розпочавшись у столиці Тіролю Інсбруку. Донині повстання здебільшого розуміють як боротьбу за свободу проти баварського та французького зовнішнього правління, їхніх церковних обмежень та вербування до армії, але в той же час повстанці несли й деякі реакційні елементи. Гаспінґер, священник-капуцин, виступав проти вакцинації від віспи, запровадженої для Тіролю під час баварської окупації, на тій підставі, що це прищепило б душам тірольців «баварське мислення»; і після першої перемоги Гофер заборонив усі «бали та вечірки» і наказав указом, що жінкам більше не дозволено «занадто скупо прикривати свої груди та тіло прозорими ганчірками». Корчми мали залишатися закритими під час церковних відправ. Відразу після першої битви на Берґізелі відбулися жорстокі репресії повстанців проти єврейського населення Інсбрука.
Андреаса Гофера було обрано верховним головнокомандувачем на чолі антибаварського руху. Вже 11 квітня 1809 року він зміг перемогти баварців у битві біля Віпітено. 12 квітня відбулася перша битва на Бергізелі з Андреасом Гофером і Мартіном Таймером на чолі тірольських збройних сил. Вже через два дні після перемоги Таймера під Вільдау над баварсько-французьким корпусом Біссона, австрійці та тірольські повстанці змогли увійти до Інсбрука. Проте баварським і французьким військам вдалося відновити контроль над частиною Тіролю та відвоювати Інсбрук. Після перемоги баварсько-французьких військ 13 травня у кривавій битві під Верґлем, 25-29 травня відбулась Друга битва при Берґізелі, коли баварські війська відступили 29 травня в долину Нижньої Інни, зазнавши поразки. Після цього було укладено Знаймське перемир'я з поновленням окупації Тіролю наполеонівськими військами. За закликом до ландштурму відбулася ще одна перемога повстанців 13 серпня: 15 000 баварських, саксонських і французьких солдатів під керівництвом маршала Лефевра зіткнулися з таким же великим тірольським стрілецьким контингентом під командуванням Андреаса Гофера (третя битва при Берґізелі).
Шенбруннський мир, який залишився непідтвердженим у Тіролі і вважався зрадою, знову спонукав Гофера до повстання, яке, однак, 1 листопада 1809 року закінчився поразкою тірольців під Берґізелем. Ще один заклик до опору з 11 листопад мав лише мізерний вплив.

### Полон і розстріл
Як керівник повстанського руху, Гофер чинив опір до кінця і став поза законом. Однак він не міг зважитися на втечу до Австрії; після остаточного розгрому військового опору він шукав притулку разом зі своєю родиною та своїм секретарем і довіреною особою Каєтаном Светом, спочатку на «Келлерлан» у Пассеєрі, потім на «Пфандлергофі», а потім на Мегдергютте "Пфандлеральм" (полонина Прантахер-Гоф навпроти Сент-Мартін-ін- Пассааєр). Нарешті це закінчилося 28 січня 1810 року, коли французькі окупаційні війська дізналися про його місцезнаходження від тірольця Франца Раффля за 1500 ґульденів і схопили його.

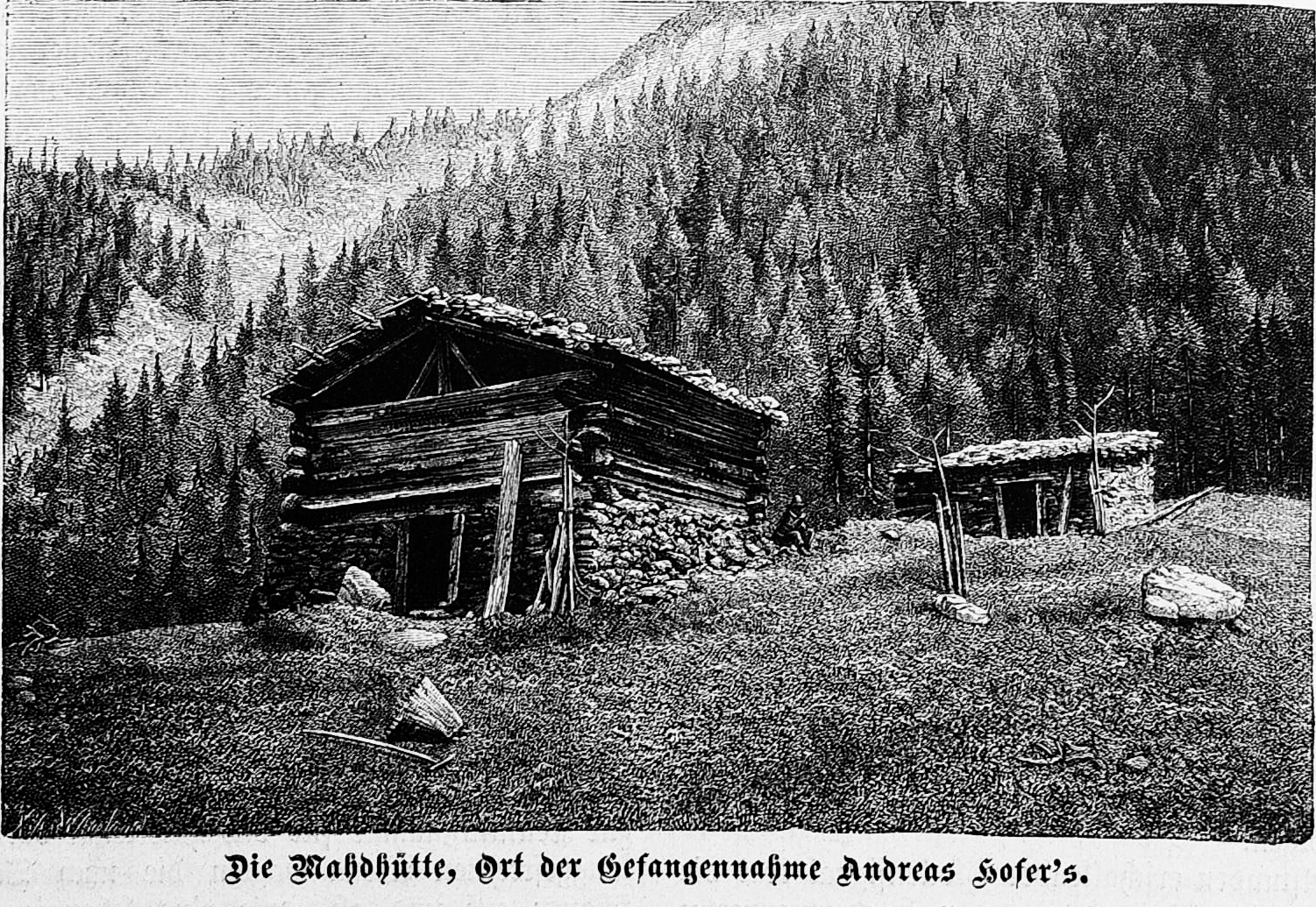
Хатина Мегдергюте в Пфандлер-Альм (як вона виглядала близько 1880 р)

Потім його доставили спочатку до Больцано, а потім до Мантуї, штаб-квартири французького віце-короля Італії Ежена Богарне, відповідального за південну частину Тіролю, і там 5 лютого 1810 року він був ув'язнений у військовій в'язниці Порта-Моліна. Спочатку Богарне хотів зберегти Гоферу життя, але французький імператор Наполеон наказав негайно віддати його під суд і стратити. Французький судовий трибунал, який тоді зібрався, — його громадський захисник, італійський адвокат Якоб Бассеві з Мантуї, марно намагався врятувати його, то ж після короткого судового слухання 19 лютого 1810 року трибунал виніс йому смертний вирок, який тут же був зачитаний Андреасу Гоферу. Наступного дня вирок було виконано розстрільною командою. Після зачитування смертного вироку пролунали постріли, Гофер упав на коліна, другий залп влучив йому в обличчя, і він знепритомнів, але був іще живий. Люксембуржець Мішель Айфес підійшов до нього і вистрілив у ліву скроню. У 1800 році Айфеса мобілізували до французької армії, хоча він хотів уникнути цього неминучого обов'язку. Він помер через 35 років після страти Гофера у віці 66 років високоповажним ветераном війни у своєму люксембурзькому місті Бофорт, де він був власником корчми та мером.

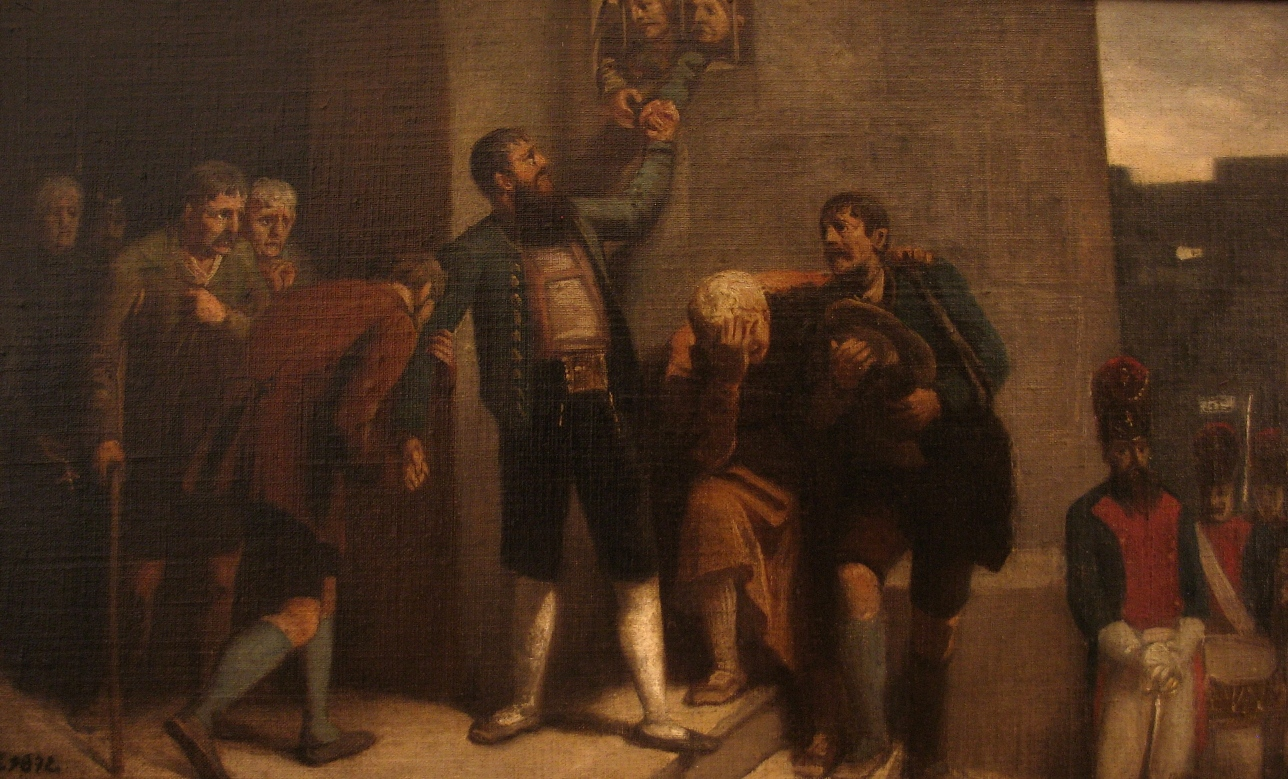
Останній вихід Андреаса Гофера, картина Карла Карґера (Heeresgeschichtliches Museum у Відні)

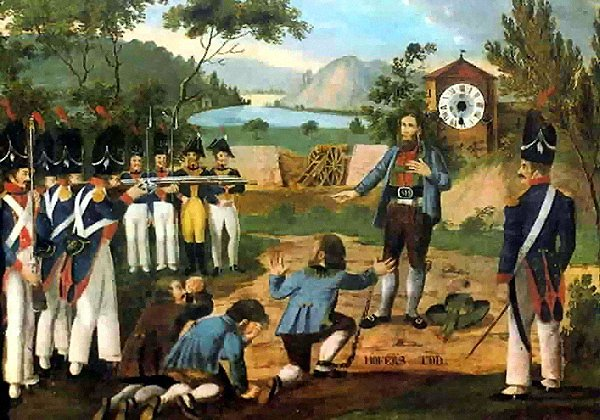
Розстріл Андреаса Гофера в Мантуї в 1810 році

Гофера спочатку поховали в Мантуї в парафіяльному саду цитаделі. Тірольські королівські стрільці під керівництвом Ґеорґа Гауґера знайшли його останки 9 січня 1823 року на зворотному марші з Неаполя до Тіролю, ексгумували їх і доставили спочатку до Тренто, а потім до Больцано. Під час судового слідства у справі, яке тривало до серпня 1823 року, останки Гофера прибули до Інсбрука, де вони тимчасово зберігалися у труні в Монастирі Сервітів до 1834 року, а тоді були урочисто перенесені до Гофкірхе в тому ж році. Його гробниця була виконана за проєктом тірольського художника Йоганна Мартіна Шермера.
Спочатку Гофер був командиром пасейрських стрільців у званні майора, тому серед стрільців, яких пізніше призвали, не було вищого звання, оскільки ніхто не мав бути вищим за Андреаса Гофера.

## Дворянське піднесення та нащадки

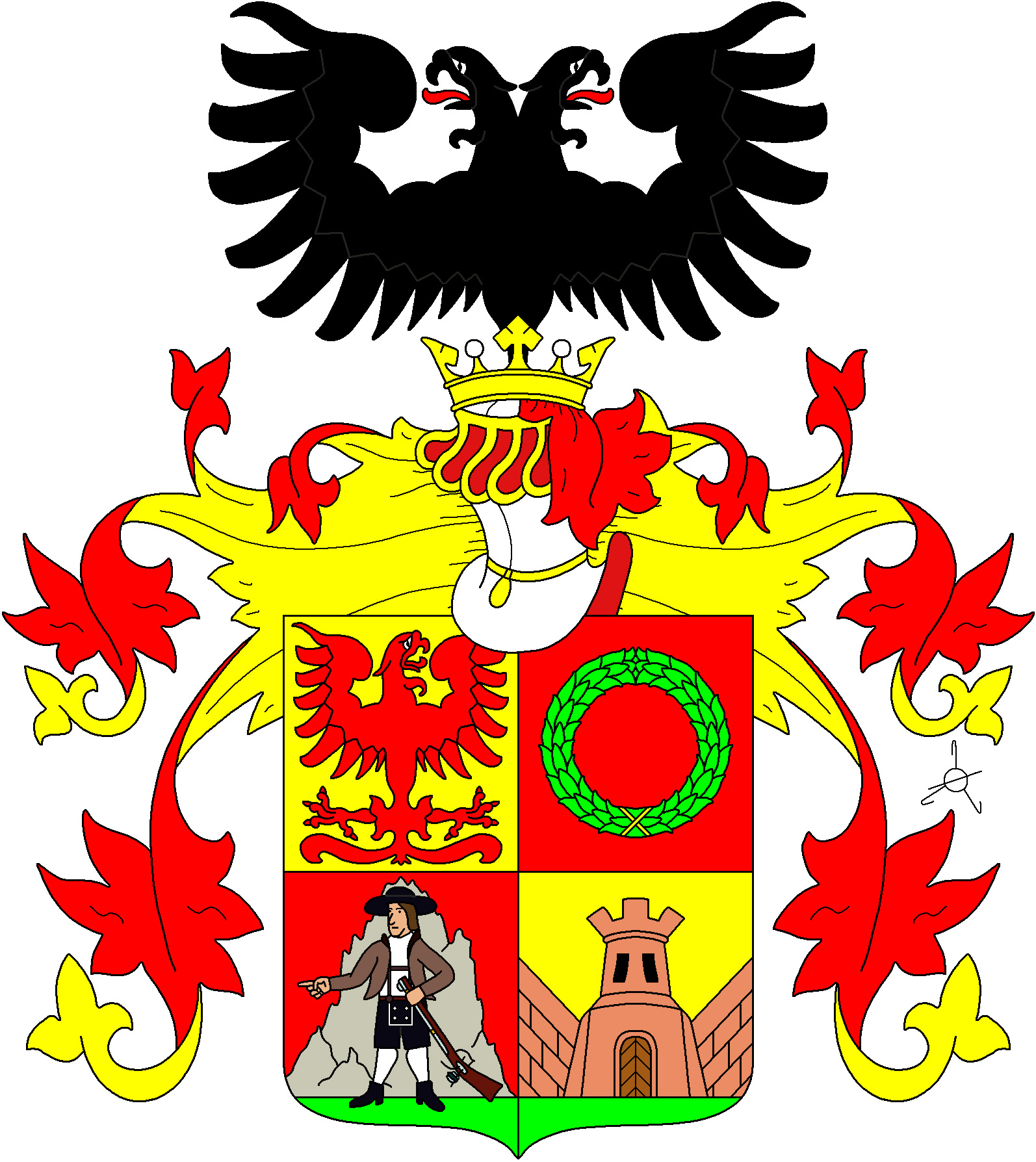
Герб нобілітованих нащадків Андреаса Гофера

15 травня 1809 року Андреаса Гофера було піднесено до австрійського спадкового дворянства згідно з указом, надісланим з Нідерголлабруна імператором Францом графу Уґарте. Однак, оскільки через війну судовий декрет не вдалося перевезти до Тіролю, залишається відкритим питання, чи Андреас Гофер взагалі знав про свою нобілітацію. Грамоту про дворянство з нагородженням гербом було вручено лише 26 січня 1818 синові Гофера, Йоганнові (1794—1855), який згодом став Цісарсько-королівським Головним постачальником тютюну у Фішаменді, а також зареєстрований там як землевласник.
Дворянська родина Гофер фон Пассейр вимерла у Відні в 1921 році зі смертю Леопольда Гофера фон Пассейра, правнука Андреаса Гофера. Леопольд Гофер похований на кладовищі Ґрінцінґ.

## Версії останніх слів Андреаса Гофера

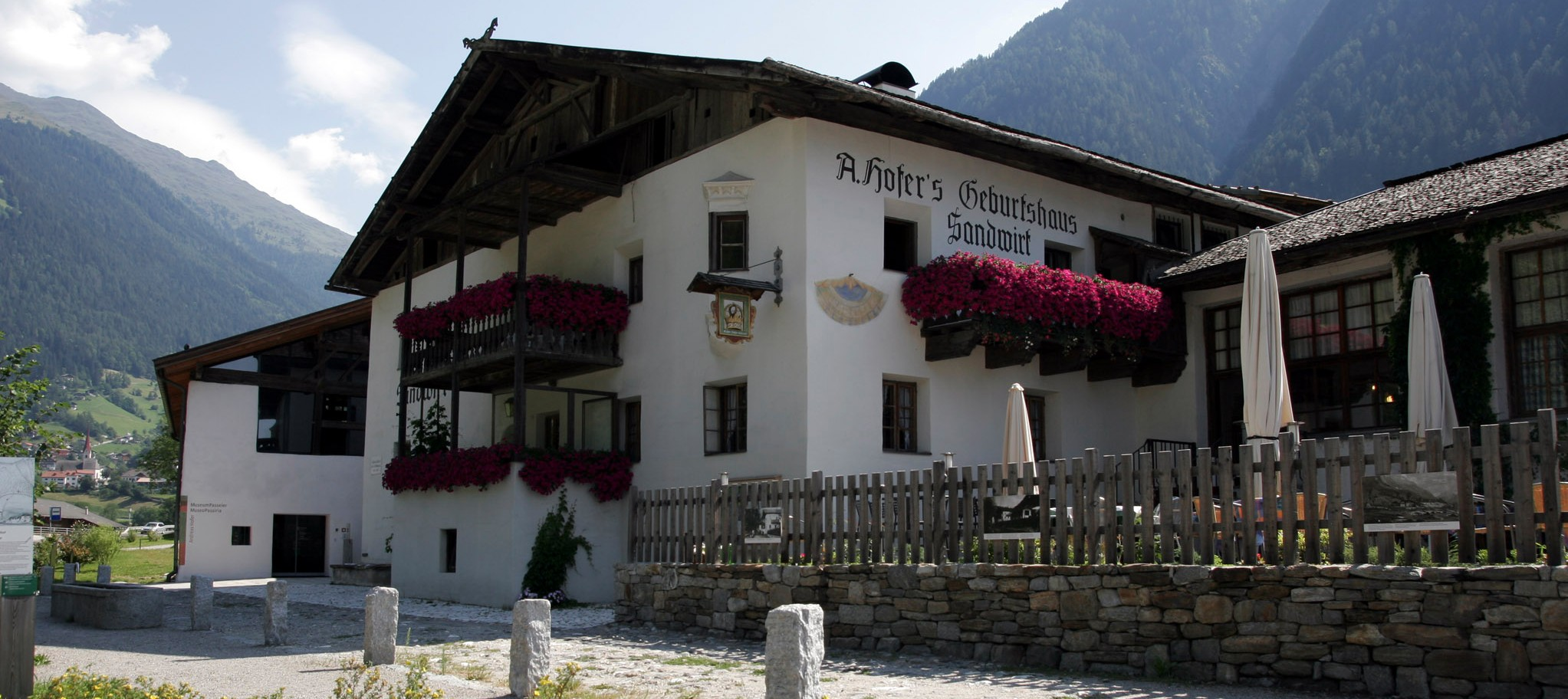
Дім і місце народження Гофера біля Санкт-Леонарда

Кажуть, що останні слова Гофера були «Францлю, Францлю, я дякую тобі за це!» Але також повідомляється, що Гофер, після того як перший залп страти лише поранив його, вигукнув: «Французи! Але ж із вас кепські стрільці!»
Немає жодних історичних доказів походження цієї чутки, яка підкреслює бойову міць тірольських стрільців ; Однак ці слова також є частиною пісні Андреаса Гофера (національного гімну Тіролю).

## Сприйняття

### Андреас Гофер як народний герой

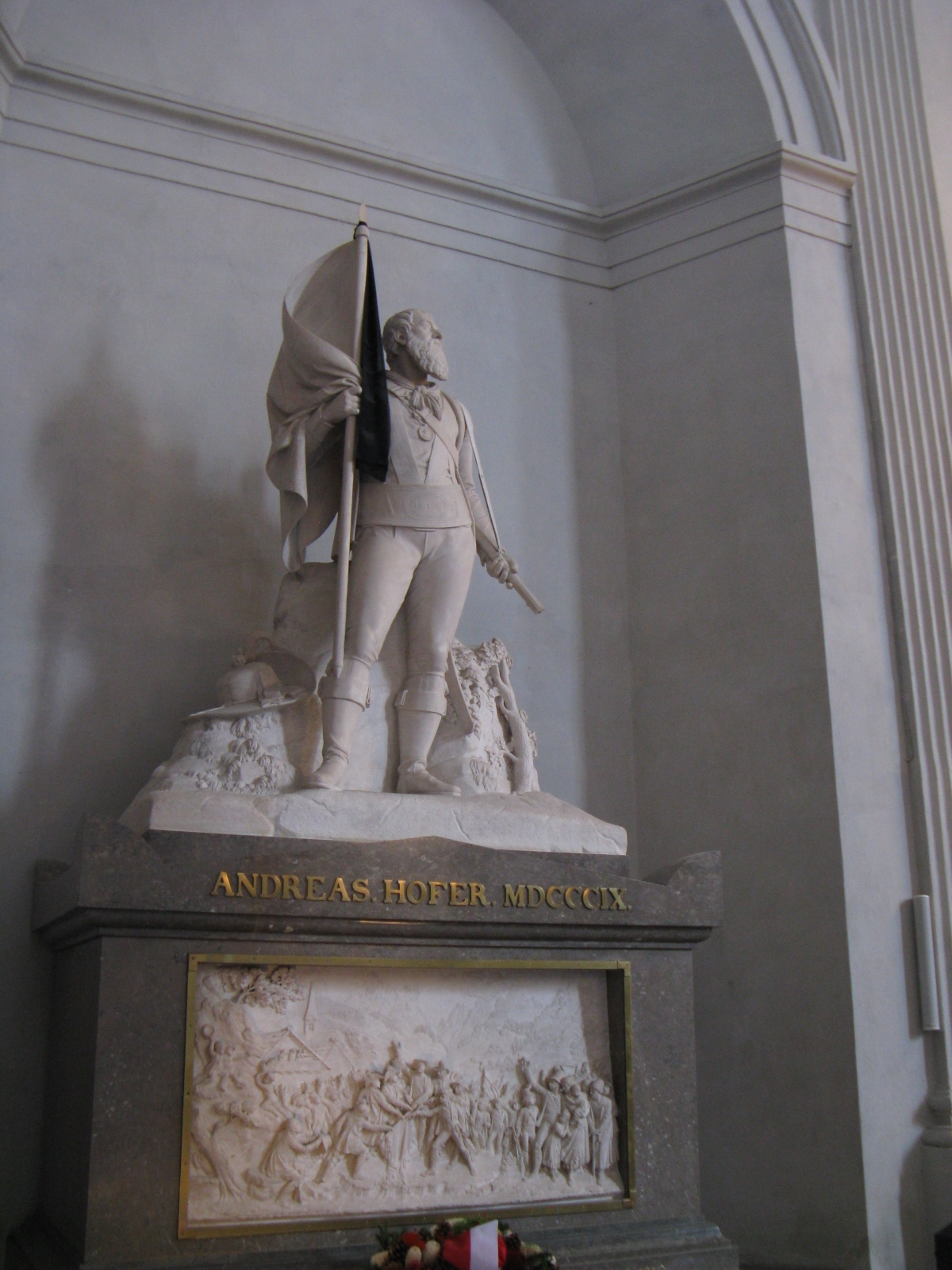
Могила Андреаса Гофера в Гофкірхе в Інсбруку

Тірольське населення вважає Андреаса Гофера народним героєм, і його зусилля вшановані рядом пам'ятників; щороку 20 лютого його вшановують як Героя Вітчизни. Час від часу лунали критичні голоси проти політичної міфологізації повстання, яка також ґрунтувалася на «релігійному фундаменталізмі» (повернення скасованої монополії католицької церкви на віру).
Свято Святого Серця Ісусового, яке щорічно відзначається по всьому Тіролю, також тісно пов'язане з битвами наполеонівського періоду: коли в 1796 році Тіроль опинився під загрозою з боку французьких військ, парламент тірольської землі пообіцяв відзначати свято Святого Серця Ісусового щороку рік і сьогодні відбувається з церковними службами, процесіями та гірськими вогнями.

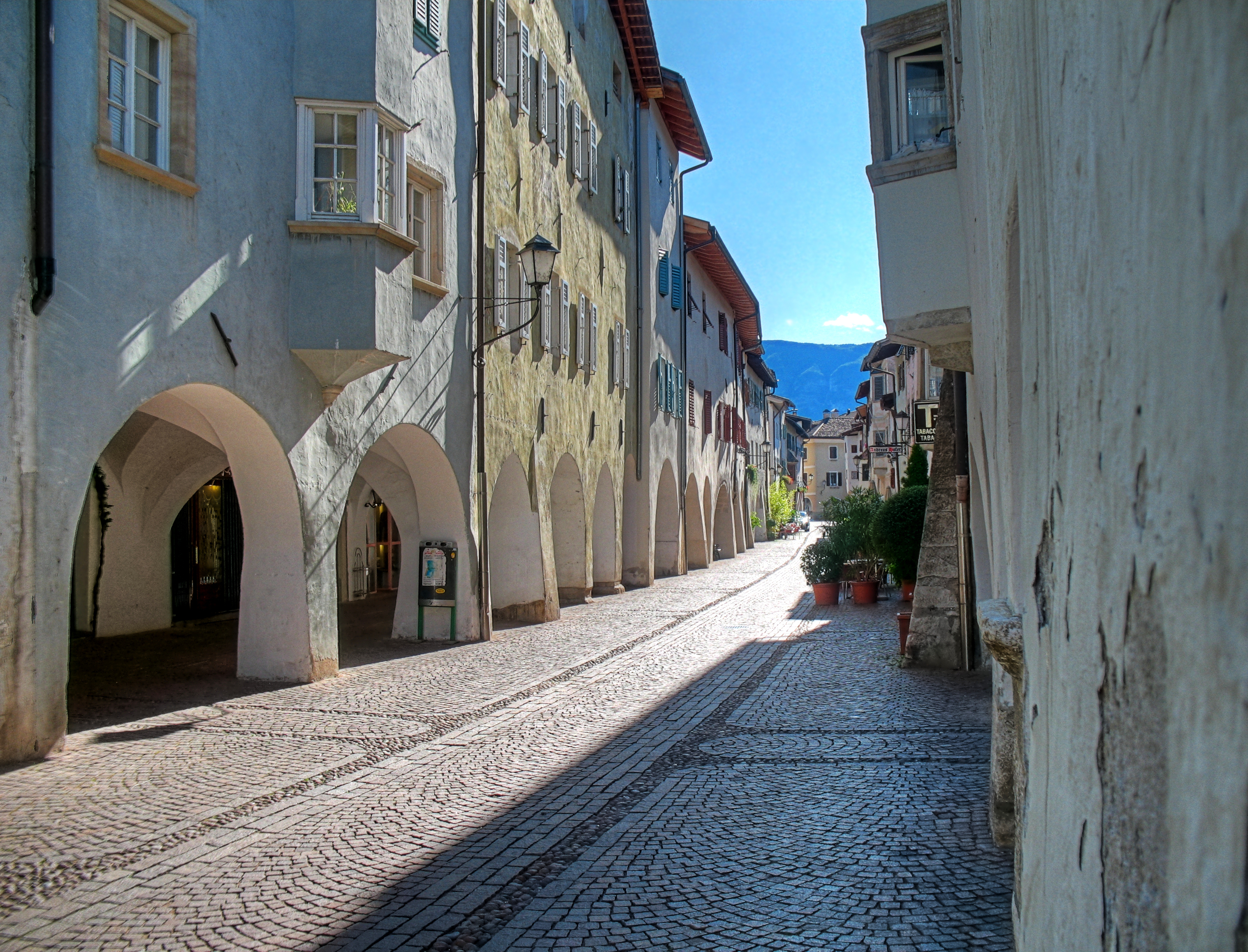
Вулиця Андреама Гофера у Ноймаркті

Пісня Андреаса Гофера («Zu Mantua in Banden») є національним гімном австрійської землі Тіроль. У нинішній автономній італійській провінції Південний Тіроль політики досі відкидали заклики оголосити пісню державним гімном. Текст належить поетові Юліусу Мозену, який народився в Маріні у Фоґтланді, Саксонія, в 1803 році та помер в Ольденбурзі в 1867 році. Учні гімназії Юліуса-Мозена, названої на його честь в Ельсніці (Фоґтланд), підтримують свій зв'язок з Андреасом Гофером завдяки поїздкам до Південного Тіролю та виступам музичних і співочих груп у Больцано. І навпаки, тірольські стрілецькі загони беруть участь у подіях на батьківщині Мозена.
Кульмінація року пам'яті Андреаса Гофера відбулася в Інсбруку 20 вересня 2009 року. Близько 28 000 членів традиційних асоціацій взяли участь у параді, який майже п'ять годин проходив повз офіційну галерею, де перебували федеральний президент, канцлер, губернатори трьох історичних тірольських регіонів та інші високопоставлені політики. Крім того, у конкурсі взяли участь близько 70 тисяч глядачів. Під час параду несли контраверсійний терновий вінець, який вважається символом гноблення Італією південних тірольців, але символічно його замінили трояндами. Південнотірольські стрілецькі загони несли банери з такими текстами, як «Геть від Риму!» і «Самовизначення для Південного Тіролю»
У Зандгофі в Санкт-Леонарді в рамках MuseumPasseier, життя та творчість Гофера досліджуються з різних точок зору, в тому числі критично, починаючи з 2009 року. Відразу на початку екскурсії музеєм ставиться під сумнів суперечливий термін герой, для якого немає загальноприйнятого визначення.
На честь бійця було посвячено кілька каплиць, див. Каплиця Андреаса Гофера.
Всупереч історичним обставинам, гігантська кругла картина в Інсбруку показує Гофера як лідера повстанців у розпал заворушень третьої битви при Берґізелі.

### Цісарське вшанування

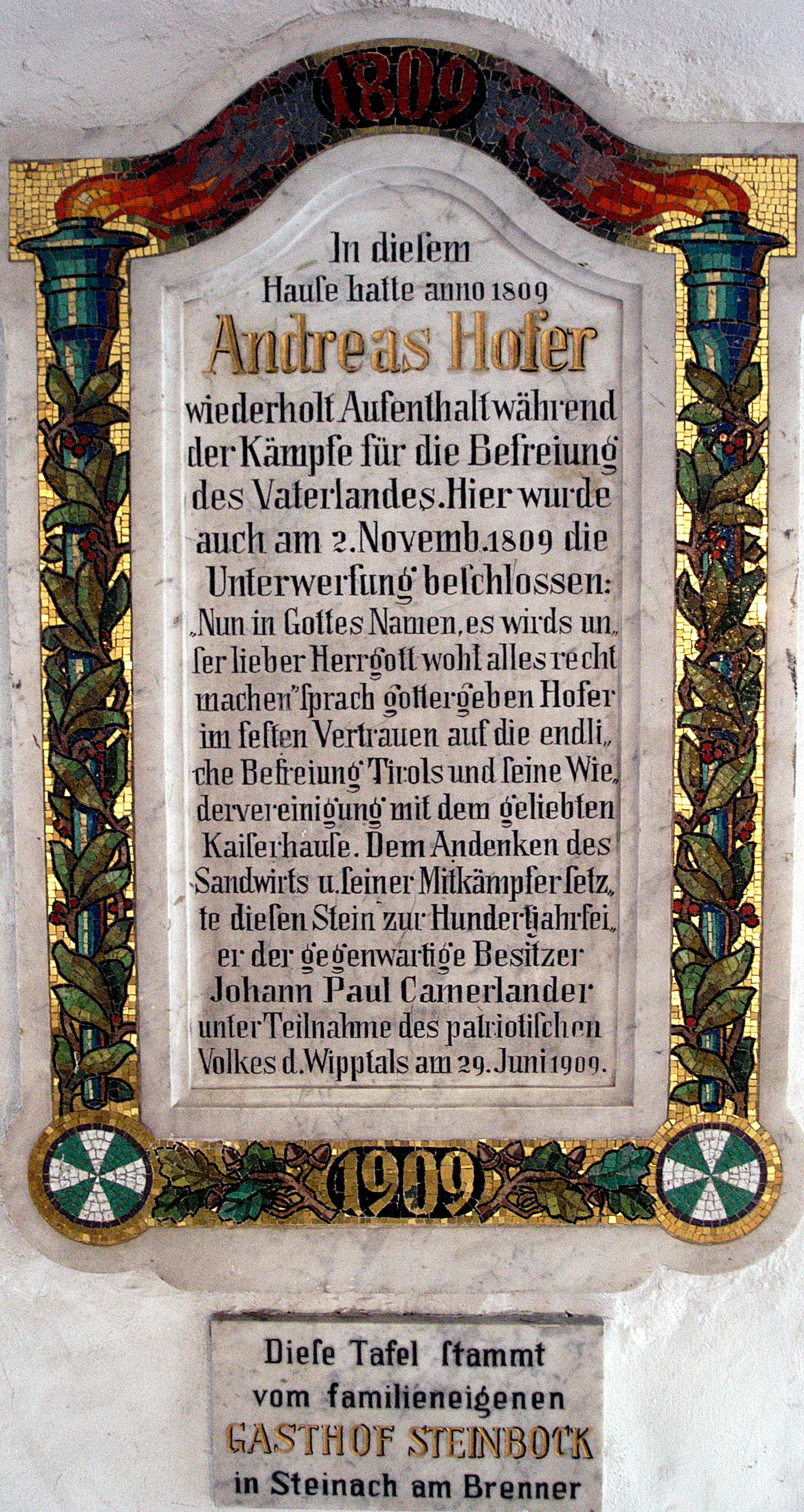
Пам'ятна дошка Андреасу Гоферу 1909 року на Золотому орлі в Інсбруку

Цісарською резолюцією Франца Йосифа I від 28 лютого 1863 року Андреас Гофер був включений до списку «найвідоміших воєначальників і генералів Австрії, гідних постійного наслідування», на честь і пам'ять про якого також є статуя в натуральну величину в залі польових командирів того часу. новобудованого Цісарсько-королівського.Музею — Збойової палати (сьогодні: Військово-історичний музей Відня). Статуя була створена в 1873 році скульптором Йоганном Прельойтнером з каррарського мармуру і була освячена особисто цісарем Францом-Йосифом.

### Андреас Гофер у часи націонал-соціалізму
Це був саме вибір, званий опцією, який був нав'язаний фашистськими диктатурами Італії та Німеччини між 1939 і 1943 роками для німецькомовних південнотирольців і ладинців залишити свою батьківщину в Південному Тіролі та скористатися правом вибору для Німеччини (Optanten) або до залишатися в Південному Тіролі (Дабляйбер) не зовсім сумісне з життям південнотирольця Андреаса Гофера з Санкт-Леонарда в Пассейрі. З огляду на його роботу, група опору нацистів у Південному Тіролі була сформована як Асоціація Андреаса Гофера. Опір Ліги Андреаса Гофера націонал-соціалізму був однією з передумов для того, щоб Південно-Тірольська народна партія (SVP), заснована в травні 1945 року, була визнана Італією як законне політичне представництво німецькомовних і ладіномовних південних тірольців.
Через саму одну можливість для NSDAP було майже неможливо використати Андреаса Гофера, який, звісно, також боровся проти баварської окупації своєї батьківщини, для своїх великонімецьких цілей. Традиція вшановувати пам'ять Андреаса Гофера в соборі Св. Стефана в річницю його смерті була перервана націонал-соціалістами в 1938 році; Можливо також тому, що референдум, запланований Шушніґом на березень 1938 року, «Mander, s'ischt Zeit» (Чоловіки, пора!), який став відомий як цитата Гофера, був використаний і надрукований на плакатах.
Після 1945 року Андреас Гофер був визнаний героєм тірольців і австрійців, вірних своїй батьківщині, зокрема як святий покровитель збереження єдності Тіролю. У 1947 році площа в Ґраці була перейменована на Андреас-Гофер-Пляц. У 1956 році також відновилися поминальні заходи в соборі Святого Стефана у Відні.
Гофер також, як вважають, є прадідом однойменного тірольського борця опору проти націонал-соціалізму Андреаса Гофера, який народився в 1944 році як член групи опору навколо Генріха Майєра або Вальтер Кальдонацці, засуджений до смерті та розстріляний есесівцями на подвір'ї в'язниці Штайн-ам-Донау у квітні 1945 року.

### У літературі та ЗМІ
Ще в 1827 році Карл Іммерманн написав «Трагедію в Тіролі», яка незабаром була заборонена австрійською цензурою. У 1899 році близький до батьківщини письменник Франц Краневіттер присвятив тірольському минулому: була створена драма про Андреаса Хофера під назвою «Андре Гофер». У 1968 році цю виставу поставив театр під відкритим небом Südtiroler Unterland під керівництвом Луїса Вальтера. Пізніше вона стало м.ін. у виконанні Tiroler Volksschauspiele в Тельфсі в 1984 році під керівництвом Клауса Рормозера. У 1959 році, в рік 150-річчя Тірольського повстання 1809 року, був опублікований комікс про Андреаса Гофера Ганса Зайвера та Георга Тревізана.
У 1984 році міф про Андреаса Гофера отримав новий поштовх зі святкуванням 175-річчя. Зокрема, формальним для країни був публічний конфлікт навколо тернового вінка — металевої корони діаметром кілька метрів, яку носили на параді тірольські стрільці. Терновий вінець був перевезений з Бреннера до Інсбрука і мав залишитися там. Дискусія про Терновий вінок стала однією з віх у створенні списку для іншого Тіролю, з якого зрештою виникнли тірольські Зелені. Терновий вінець тепер знаходиться приблизно за 30 кілометрів на захід від Інсбрука в ринковому місті Тельфс на території компанії Thöni.
У своїй книзі «Новий одяг Гофера» у 2000 році Зігфрід Штайнлехнер представив першу повну історію сприйняття Андреаса Гофера. Відповідно, самого Гофера аж ніяк не можна було сприймати як національного героя, і над ним сміялися навіть у Тіролі 1848 року. Однак із піднесенням німецьких націоналістів у Тіролі він перетворився на фігуру національного опору. Ось чому в пісні Андреаса Гофера, яка прославляє смерть Гофера, також є слова «уся Німеччина додолу впала від ганьби та болю». Націонал-соціалісти знову включили в гру Андреаса Гофера як захисника німецькості проти Італії та Франції, і Больцано був створений як міф про «останнє німецьке місто», яке захищав Гофер.
У 2001 році історія життя Андреаса Гофера була знята у фільмі Ксавера Шварценберґера « Андреас Гофер — Свобода орла» ; Головні ролі: Тобіас Моретті (Андреас Гофер), Франц Ксавер Крьотц (Йоахім Гаспінґер) і Мартіна Ґедек (Маріандль).

## Пам'ятники Андреасу Гоферу
Пам'ятник Андреасу Гоферу в Мерані, розташований на площі перед залізничним вокзалом з написом «За Бога, Цісаря та Вітчизну», був створений Емануелем Пендлем у 1914 році, але лише після закінчення Першої світової війни та пов'язаного з нею від'єднання Південного Тіролю від Австрії. Пам'ятник рочисто відслонено 3 квітня 1920 року. У 1979 році пам'ятник був сильно пошкоджений нападом італійських неофашистських груп і згодом був відреставрований.

## Дебати про пісню Андреаса Гофера (2004)
У 2004 році Андреас Гофер знову викликав широкі дискусії в Тіролі. Існують різні історично передані тексти, засновані на мелодії пісні Андреаса Гофера, в тому числі соціал-демократичні та соціалістичні, наприклад , Dem Morgenrot gegen Генріха Айльдермана. Коли цю пісню публічно заспівали на святкуванні SPÖ, Отто Сарнтейн, державний голова тірольських стрільців, подав скаргу. Закон штату від 1948 року передбачав до чотирьох тижнів арешту, якщо співався текст, який відхилявся від офіційного варіанту. На засіданні парламенту землі Тіроль у листопаді 2004 року текст закону був дещо змінений.

## Інші тірольські борці за свободу
- Йозеф Шпекбахер (1767—1820)
- Пітер Майр (1767—1810)
- Катаріна Ланц (1771—1854)
- Мартін Таймер фон Вільдау (1778—1838)
- Джузеппіна Неґреллі (1790—1842)

## Інші теми
- Гофер фон Пассейр, нобілітовані нащадки Андреаса Гофера
- Andreas-Hofer-Bund, різні асоціації з різними цілями
- Андреас-Гофер-Кройцер, надзвичайні гроші для фінансування боротьби тірольців за свободу

## Українські алюзії
Відомо, що австрійські цісарі цінували таку традиційну вірність тірольців своїм правителям. У пізніші часи громадських неспокоїв 1848—1849 років, коли антигабсбурзька революція охопила угорські землі, поляки підтримали угорців, до того ж повстання поширилось в італійських Ломбардії й Венеції. Чимало австрійців прагнули приєднання до Пруссії. Вірність цісареві зберегли лише частина хорватів, німецькомовні мешканці Штірії й тірольці, а також галицькі та буковинські русини, яких Франц-Йосиф І називав «моїми улюбленими русинами». За цю вірність русини-українці отримали прізвисько «тірольців Сходу».

## Фільми
- Andreas Hofer (1909): Stummfilm, Regie: Rudolf Biebrach[de]
- Tirol in Waffen[de] (1914): Stummfilm mit Rudolf Biebrach als Hofer, Regie: Carl Froelich
- Andreas Hofer[de] (1929): Stummfilm, Darsteller u. a.: Fritz Greiner[de] als Andreas Hofer, Maly Delschaft als Anna Hofer, Regie: Hans Prechtl
- Der Rebell (1932): Film von Luis Trenker[de]
- Der Judas von Tirol (1933): Regie: Franz Osten[de]
- Andrè Hofer (1974): Fernsehspiel nach Franz Kranewitter, Regie: Luis Walter[27]
- Der Judas von Tirol (1978): Fernsehspiel nach Karl Schönherr, Regie: Luis Walter[27]
- Andreas Hofer – Die Freiheit des Adlers[de] (2002): Darsteller u. a.: Tobias Moretti als Andreas Hofer, Franz Xaver Kroetz
- Andreas Hofer, Rebell gegen Napoleon (2009): Dokumentarfilm von Bernhard Graf[de], ORF
- Andreas Hofers letzte Reise (2009): Dokumentation (28 Min.) von Franz J. Haller und Ludwig Walther Regele (Interviews: Roberto Sarzi und Meinrad Pizzinini); Rai Sender Bozen[de], Amt für audiovisuelle Medien.
- Bergblut[de] (2010): Darsteller u. a.: Klaus Gurschler[de] als Andreas Hofer, Verena Buratti[de] als Anna Hofer, Regie: Philipp J. Pamer[de]

## Комікси
- Андреас Гофер. Життя для Тіролю, пригоди у всесвітній історії. Цікавий молодіжний журнал, № 34 (Walter Lehning Verlag, Ганновер), о. Ж. [прибл. 1955].

## Вебпосилання
- Бібліографія. Андреас Гофер // Німецька національна бібліотека
- Ausführliche Dokumentationen über Andreas Hofer auf sagen.at
- Gedenkjahr 2009 «Geschichte trifft Zukunft»
- Insorgenza Tirolese (italienisch; mit vielen Bildern)
- Andreas Hofer bei EPOCHE NAPOLEON
- MuseumPasseier — Andreas Hofer
- Eintrag zu Anna Hofer, die vergessene Frau im Austria-Forum (in der Essaysammlung)
- «Tirol in Waffen» (1913/1914), der erste Spielfilm über Andreas Hofer, bei filmportal.de
- ORF Tirol: «Andreas Hofer: Gotteskrieger in Lederhosen»
- Edda Dammmüller: 20.02.1810 — Todestag von Andreas Hofer WDR ZeitZeichen vom 20. Februar 2020. (Podcast)

## Індивідуальні посилання
1. 1 2 3  Bibliothèque nationale de France BNF: платформа відкритих даних — 2011.
2. 1 2  SNAC — 2010.
3. ↑  Гофер Андреас // Большая советская энциклопедия: [в 30 т.] — 3-е изд. — Москва: Советская энциклопедия, 1969.
4. ↑  LIBRIS — Королівська бібліотека Швеції, 2018.
5. ↑  CONOR.Sl
6. ↑  https://1809.tessmann.it/portal1809/dettaglio/catalogo/enciclopedia/persone/hofer-anna-nata-ladurner
7. ↑  Hans Magenschab: Andreas Hofer. Zwischen Napoleon und Kaiser Franz. Graz / Regensburg 1994, ISBN 3-222-11522-2, S. 41
8. ↑  Magenschab, S. 43–44
9. ↑  Magenschab, S. 48
10. ↑  Steinlechner: Des Hofers neue Kleider, S. 30–32.
11. 1 2  Angst um Sonderrolle, in: ORF online, 12. April 2009
12. ↑  Laurence Cole, in: Datum 5/2008, S. 56f.
13. ↑  Bei den Schützen erfolgte die Offiziersbenennung durch eine Wahl.
14. ↑  Die Zeichnung des Kerkers zu Mantua, … In: Veröffentlichungen des Tiroler Landesmuseum Ferdinandeum. Jahrgang 6, Innsbruck 1846, S. XXXVII ([Шаблон:ZOBODAT/URL Eintrag bei zobodat.at]).
15. ↑  Oberösterreichs Neue vom 27. Februar 2009
16. ↑  «Andreas Hofers Familie», Österreich. Bundesverlag, S. 62–63.
17. ↑  Constantin von Wurzbach: Hofer, Andreas. In: Biographisches Lexikon des Kaiserthums Oesterreich. 9. Theil. Kaiserlich-königliche Hof- und Staatsdruckerei, Wien 1863, S. 134–152 (Digitalisat)., hier S. 150.
18. ↑  Er hieß von Rechts wegen nur noch Leopold Hofer, da es in Österreich bereits seit 1919 keinen Adel und somit auch keine Adelstitel mehr gab.
19. ↑  Knapp 100.000 bei Tiroler Festumzug. In: ORF. 20. September 2009
20. ↑  Johann Christoph Allmayer-Beck: Das Heeresgeschichtliche Museum Wien. Das Museum und seine Repräsentationsräume. Kiesel Verlag, Salzburg 1981, ISBN 3-7023-0113-5, S. 33 f.
21. ↑  Der «Anschluss» Österreichs 1938, Deutsches Historisches Museum, 15. Oktober 2015, eingesehen am 2. Juli 2018
22. ↑  Notiz der Südtiroler Volkszeitung vom 12. Oktober 1079, S. 4
23. ↑  Ігор Буркут. Культ монарха серед «тірольців Сходу».//Версії, 19 вересня 2013
24. ↑  OBV.
25. ↑  Online-Version
26. 1 2   https://www.studiowalter.it/film/. {{cite web}}: Cite має пустий невідомий параметр: |sprache= (довідка); Пропущений або порожній |title= (довідка); Проігноровано невідомий параметр |abruf= (можливо, |access-date=?) (довідка); Проігноровано невідомий параметр |titel= (можливо, |title=?) (довідка)